# Mercè Rodoreda
Merce Rodoreda, katalonska pisateljica, * 1908, Barcelona, † 1983, Girona.
Velja za eno najpomembnejših povojnih katalonskih romanopisk, njeno najbolj znano delo je roman La Plaça del Diamant (Demantni trg, 1962), do zdaj preveden v več kot 30 jezikov. Slovenski prevod je izšel leta 1981 (COBISS).
1. 1 2 3  data.bnf.fr: platforma za odprte podatke — 2011.
2. 1 2 3 4  Record #11898019X // Gemeinsame Normdatei — 2012—2016.
3. 1 2  Find a Grave — 1996.
4. ↑  Associació d'Escriptors en Llengua Catalana — 1977.